# Mobile Network Code
MNC (ang. Mobile Network Code) – unikatowy w obrębie danego kraju numer, identyfikujący sieć (operatora) telefonii bezprzewodowej. Na ogół występuje w parze z kodem MCC (ang. mobile country code), tworząc tzw. identyfikator sieci domowej (ang. Home Network Identity, HNI) w postaci MCC+MNC, który jednoznacznie określa danego operatora w kontekście globalnym. HNI wraz z dziesięciocyfrowym kodem MSIN (ang. mobile subscription identification number) tworzy tzw. kod IMSI (ang. International Mobile Subscriber Identity) w postaci MCC+MNC+MSIN, który w kontekście globalnym identyfikuje danego użytkownika sieci. Kod IMSI jest typowo zapisany na karcie SIM.
Polskim sieciom komórkowym przyznano następujące numery MNC:
| Nazwa sieci                                                   | Kod  |
| ------------------------------------------------------------- | ---- |
| Plus                                                          | 01   |
| Era obecnie T-Mobile                                          | 02   |
| Orange                                                        | 03   |
| CenterNet                                                     | 04   |
| Orange (UMTS)                                                 | 05   |
| Play                                                          | 06   |
| Play                                                          | 98   |
| Netia                                                         | 07   |
| E-Telko                                                       | 08   |
| Lycamobile                                                    | 09   |
| Sferia                                                        | 10   |
| Nordisk Polska                                                | 11   |
| Cyfrowy Polsat                                                | 12   |
| Sferia                                                        | 13   |
| Sferia                                                        | 14   |
| CenterNet                                                     | 15   |
| Mobyland                                                      | 16   |
| Aero 2                                                        | 17   |
| AMD Telecom                                                   | 18   |
| «wolny»                                                       | 19   |
| Mobile.Net                                                    | 20   |
| Exteri                                                        | 21   |
| MSWiA                                                         | 2101 |
| Miejskie Przedsiębiorstwo Komunikacyjne Sp. z o.o. (Wrocław)  | 2102 |
| Przedsiębiorstwo Państwowe PORTY LOTNICZE                     | 2103 |
| Gdynia Container Terminal S.A.                                | 2104 |
| DCT Gdańsk S.A.                                               | 2105 |
| GTL LOT Usługi Lotniskowe Sp. z o.o.                          | 2106 |
| Miejskie Przedsiębiorstwo Komunikacyjne S. A. (Kraków)        | 2107 |
| ENERGA-OPERATOR SA                                            | 2108 |
| Politechnika Gdańska                                          | 2109 |
| BCT                                                           | 2110 |
| PGE                                                           | 2111 |
| Port Lotniczy Rzeszów-Jasionka Sp. z o.o.                     | 2112 |
| Port Lotniczy Gdańsk i. L. Wałęsy                             | 2113 |
| Mazowiecki Port Lotniczy Warszawa-Modlin Sp. z o.o.           | 2114 |
| Metro Warszawskie                                             | 2117 |
| Port gazowy Świnoujście                                       | 2118 |
| Polskie Towarzystwo Przesyłu i Rozdziału Energii Elektrycznej | 2120 |
| Arcomm                                                        | 22   |
| Amicomm                                                       | 23   |
| WideNet                                                       | 24   |
| Best Solutions & Technology Sp. z o.o.                        | 25   |
| ATE-Advanced Technology & Experience Sp. z o.o.               | 26   |
| Intertelcom                                                   | 27   |
| PhoneNet                                                      | 28   |
| Interfonica                                                   | 29   |
| GrandTel                                                      | 30   |
| Phone IT                                                      | 31   |
| Compatel Limited                                              | 32   |
| Truphone Poland Sp. z.o.o.                                    | 33   |
| T-mobile i Orange wspólnie jako NetWorks!                     | 34   |